# Spring in Park Lane
Spring in Park Lane (bra Loucuras da Primavera) é um filme britânico de 1948, do gênero comédia romântica, dirigido por Herbert Wilcox, com roteiro de Nicholas Phipps baseado no conto "Come Out of the Pantry", de Alice Duer Miller.